# Corina Rodríguez Enríquez
Corina Rodríguez Enríquez (26 de abril de 1969) es Economista egresada de la Universidad de Buenos Aires (UBA), Doctora en Ciencias Sociales por la Facultad Latinoamericana de Ciencias Sociales (FLACSO, Sede Argentina). Es investigadora adjunta del Consejo Nacional de Investigaciones Científicas y Técnicas (CONICET), su lugar de trabajo es en el Centro Interdisciplinario para el Estudio de Políticas Públicas (CIEPP). Sus líneas de investigación se desarrollan desde los estudios socioeconómicos dentro el marco teórico de la Economía Feminista. Especialista en las áreas de Mercado Laboral, Economía del Cuidado, Pobreza y Distribución del Ingreso y Política Fiscal y Social.

## Educación
Estudió la licenciatura en economía con orientación en Planificación y Desarrollo Económico en la Facultad de Ciencias Económicas de la UBA, se recibió de licenciada en 1993. Realizó su maestría en el Instituto de Estudios Sociales de La Haya, Holanda. Allí obtuvo el título de Master of Arts in Public Policy and Administration en el año 1997, con su trabajo de tesis titulado Urban Poverty Assessment and Social Security in Argentina: Towards a Conceptual and Methodological Framework for Gender-Sensitive Policy Research. Se doctoró en ciencia sociales, en la Facultad Latinoamericana de Ciencias Sociales, Sede Académica Argentina con la tesis, Causas y Azares. Trayectorias ocupacionales, asistencialismo yoportunidades de vida de mujeres y varones en Argentina en agosto de 2008.

## Trayectoria Profesional
Es Titular de la cátedra de Economía y Género en la Facultad de Ciencias Económicas de la Universidad de Buenos Aires (UBA), la primera con este contenido en toda . Docente de postgrado en diversas universidades nacionales. Consultora de agencias de Naciones Unidas. Integra el Comité Ejecutivo de DAWN (Development Alternatives with Women for a New Era).

## Publicaciones
- La organización social del cuidado de niños y niñas. Elementos para la construcción de una agenda de cuidados en Argentina.[18][19]
- La pobreza... De la política contra la pobreza.[20][21]
- El papel de las migrantes paraguayas en la provisión de cuidados en Argentina.[22][23][24]